# Tito Quincio Penno Capitolino Crispino
Tito Quincio Penno Capitolino Crispino  fue nombrado dictador en el año 361 a. C., para llevar a cabo la guerra contra los galos, según el relato de Tito Livio, que se apoya en los fastos triunfales, que le atribuyen un triunfo en este año sobre los galos. En el año siguiente fue magister equitum del dictador, Quinto Servilio Ahala, quien también luchó contra los galos.
En el año 354 a. C. fue cónsul con Marco Fabio Ambusto y en ese año los tiburtinos y tarquinienses fueron sometidos.
En 351 a. C., fue nombrado cónsul por segunda vez, y recibió la conducción de la guerra contra los faliscos en su provincia, pero no se libró ninguna batalla y los romanos se limitaron a asolar la región.